# 이리나 쿠라치키나
이리나 알략산드라우나 쿠라치키나(벨라루스어: Ірына Аляксандраўна Курачкіна, 러시아어: Ирина Александровна Курочкина 이리나 알렉산드로브나 쿠로치키나[*], 1994년 6월 17일~)는 벨라루스의 레슬링 선수이다. 2020년 하계 올림픽에서 여자 라이트급 은메달을 획득했으며 세계 레슬링 선수권 대회에서 동메달 2개를 획득했다.

## 수상
- 국제급 벨라루스 체육 명인